# توماس كيركمان
توماس بينينغتن كيركمان (بالإنجليزية: Thomas Kirkman)‏ (31 مارس 1806 – 3 فبراير 1895) هو رياضياتي بريطاني وكاهن معيَّن في كنيسة إنجلترا. رغم كونه رجل دين في الأساس، إلا أنه اهتم اهتمامًا كبيرًا بالرياضيات على المستوى البحثي، وقد أورده ألكسندر ماكفارلان واحدًا من العشرة الرواد من علماء الرياضيات البريطانيين في القرن التاسع عشر. سُميت على اسمه معضلة التلميذات لتوماس كيركمان، وهي مبرهنة وجود لنظم شتاينر الثلاثية التي أسست مجال نظرية التصميم التوافقي.

## روابط خارجية
- توماس كيركمان على موقع الموسوعة البريطانية (الإنجليزية)